# 액시노
액시노(axino)는 액시온의 페르미온 초대칭짝이다.
4차원에서, 초대칭이 존재한다면 스칼라 입자는 짝수개가 존재하고, 또한 한 쌍의 스칼라 입자에 대하여 페르미온이 존재한다 ({\displaystyle {\mathcal {N}}=1} 손지기 초다중항). 액시온은 강한 상호작용의 CP 문제를 해결하기 위하여 페체이-퀸 이론에 등장하는 스칼라장이다. 여기에 초대칭을 더하면, 액시온의 초다중항을 완성시키는 또다른 스칼라장과 바일 스피너장이 필요하다. 액시온의 스칼라 초대칭짝을 색시온(saxion), 페르미온 초대칭짝을 액시노라고 한다.